# Cá sòng Nhật Bản
Cá sòng Nhật Bản (danh pháp hai phần: Trachurus japonicus) là một loài cá thuộc họ Cá khế (Carangidae). Chiều dài tối đa ghi nhận được là cm với chiều dài thông thường 35 cm. Trọng lượng tối đa 0,66 kg và tuổi thọ tối đa ghi nhận được là 12 năm. Chúng được tìm thấy xung quanh các bờ biển của Nhật Bản, ngoài Okinawa đảo, thường là trên đáy cát có độ sâu giữa 50 và 275 mét. Chúng ăn chủ yếu là động vật giáp xác nhỏ như copepoda, tôm và cá nhỏ. Chúng có bề ngoài tương tự như cá sòng đuôi vàng xung quanh New Zealand và Úc, ngoại trừ chúng có mang răng lược và mắt lớn hơn.